# Estación Las Chapas

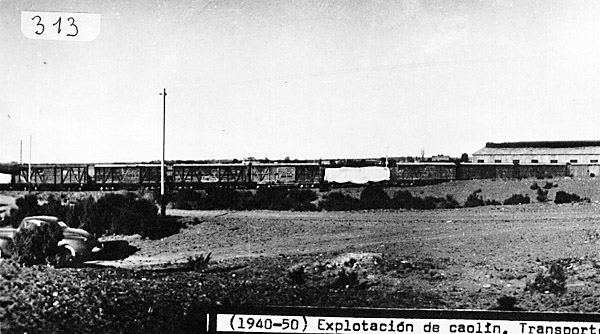
Una fila de vagones cubiertos en la estación Puerto Madryn. Posiblemente estaban cargados de caolín de los yacimientos de Las Chapas

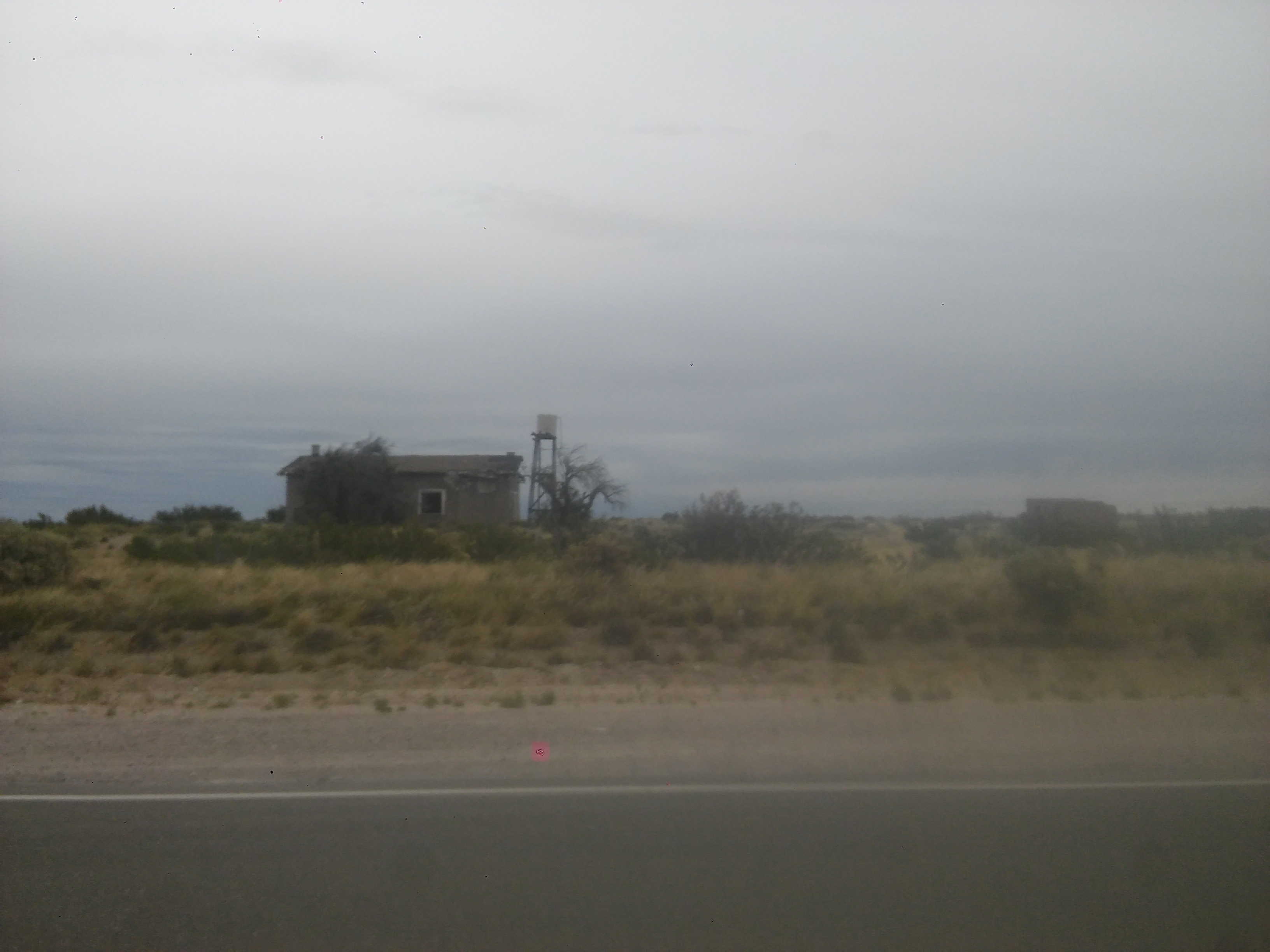
La exestación a metros de la ruta 25, con notoria arquitectura europea aun.

Las Chapas es una antigua estación ferroviaria, ubicada en el Departamento Gaiman, del Ferrocarril Central del Chubut que unía la costa norte de la Provincia del Chubut con la localidad de Las Plumas en el interior de dicha provincia. Se encuentra a 184 km de la cabecera en Puerto Madryn, y a aproximadamente 225 metros sobre el nivel del mar.
Esta línea de ferrocarril funcionó desde el 11 de noviembre de 1888 (siendo el primer ferrocarril de la Patagonia Argentina), hasta el año 1961 en que fue clausurado.

## Toponimia

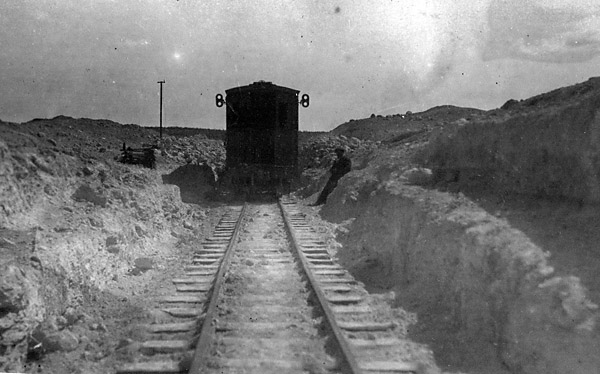
Un furgón cerca de los yacimientos de caolín en Las Chapas.

El nombre de la estación fue puesto por un boliche que existía en un paraje cercano y que estaba construido con chapas de cinc. Este boliche era propiedad de un alemán llamado Maurell, el cual era usado por los troperos que hacían viajes hasta la cordillera.

## Historia
Esta estación funcionaba principalmente para embarcar la producción de caolín que era explotado en unas minas ubicadas en las cercanías. Varios ramales cortos fueron construidos hasta los yacimientos cercanos a la estación. Esta producción fue la fuente de tráfico más importante del ferrocarril durante sus últimos años. También, existían en las cercanías canteras de piedra caliza que era destinada a consumo regional.  
El caolín era intensamente explotado y embarcado también en las estaciones Boca de la Zanja y Campamento Villegas. El mismo se  extraía de minas ubicadas en las proximidades de las estaciones. Este tráfico llegó a oscilar 25.000 toneladas. El ferrocarril estaba encargado de transportar este mineral  con destino a embarques marítimo o por camión desde Trelew. Sin embargo, los recursos materiales no impidieron que el tramo desde Campamento Villegas, pasando por esta estación hasta la punta de riel en Las Plumas permaneciera ocioso para el servicio de pasajeros. De este modo, al no contar con población significativa esta extensa porción del ferrocarril fue considerada optativa de uso para subir y bajar pasajeros. Esto determinó que las estaciones y desvíos hasta la punta de riel hayan permanecido clausurados o reducidos a apeaderos gran parte de los itinerarios.
Durante la construcción del Dique Florentino Ameghino se tendió un ramal de aproximadamente 10 kilómetros que culminaba en la estación Dique Florentino Ameghino. El mismo, se dividía en dirección sur de la vía férrea principal a la altura de la estación Las Chapas. Fue inaugurado en 1945 y transportó cerca de 1.500 toneladas por mes de cemento que llegaban desde Comodoro Rivadavia por vapor y tren. Se construyeron dos estaciones provisorias para los dos campamentos de obreros. Gracias a estos trabajos se mantuvo operativo todo el ferrocarril unos años más hasta 1961.

## Infraestructura
En cuanto a su equipamiento existen tres fuentes que revelan la infraestructura de Las Chapas: 
La primera es el itinerario de 1934 que arrojó:
- Apartadero 600 m.
- Desvíos 820 m.
- Galpón 30 m2.

En cambió, el itinerario de 1940 describe la siguiente infraestructura:
- Apartadero 597 m.
- Desvíos 516 m.
- Galpón 30 m2.[9]

Por último, una recopilación de datos del itinerario de 1945 e informes de la época de clausura detalla:
- Apartadero 597 m.[10]
- Desvíos 516 m.

- Galpón 30 m2.
- También consideraba al ramal al Dique como desvío particular para Dirección Nacional Agua y Energía Eléctrica (ENDE) 'Habilitado únicamente para el recibo y despacho de cargas por vagón completo.

Además, el documento afirma que la estación era una estación de 1ª categoría capaz de brindar todos los servicios del ferrocarril: pasajeros, encomiendas, cargas y hacienda (P. E. C. H.). En cuanto a la hacienda, se recibía y despachaba con previo arreglo únicamente.  
Posiblemente, la diferencia entre ambos documentos se deba a una mejor medición, ampliación o un error en la recopilación de datos.

## Funcionamiento
Un análisis de itinerarios de horarios de este ferrocarril a lo largo del tiempo demuestra como fue variando la importancia y el desempeño de Las Chapas como estación. 
La estación no figuró en el informe de horario del año 1928 que mostró al ferrocarril completamente dividido en dos líneas. Desde Madryn partía la línea «Central del Chubut» con destino a Dolavon, previo paso por las intermedias. La segunda era llamada «A Colonia 16 de Octubre». Aunque el tren no arribaba a dicha colonia, lo hacía en combinación con buses. Esta línea recorría lunes y viernes el resto del tendido hasta Alto de Las Plumas, sin embargo el punto de salida era Rawson y no Madryn. El viaje iniciaba los lunes y viernes a las 9:25 y culminaba a las 18:57. Posiblemente aun no existiera este punto.
El segundo informe de 1930 expuso unificadas las dos líneas anteriores y puso a Madryn como cabecera. El viaje partía  lunes y viernes de estación Puerto Madryn a las 7:30 y arribaba a Las Plumas a las 19:35. Se vio también como Rawson perdió el protagonismo frente a Trelew, que se mostró eje de otras líneas. Como en el informe anterior no figuró esta estación.
El tercer informe de 1934 mostró por primera vez a esta estación. Además, el viaje principal de la línea que partía desde Madryn a las 8:30 los miércoles con arribo a Alto de las Plumas 20:15. En todos los viajes el trayecto a Las Chapas le infería a los trenes 9:10 horas. En tanto, la distancia para unirse con Laguna Grande era de 55 minutos y con Cañadón Iglesia se requerían 55 minutos. Por último, con la inclusión de Las Chapas se omitió el desvío km 192, pero no del todo ya el punto kilométrico Las Chapas estaba en el kilómetro 192, por lo que hubo una unión de ambos puntos. No obstante, Las Chapas apareció como clausurada.
El cuarto informe de 1936 constató la mejoría en los tiempos de los viajes a vapor y la novedad de los coches motor. El viaje de larga distancia a Las Plumas se continuó haciendo a vapor. Este corría los miércoles a las 8:45 y culminaba 19:30. La estación empezó a figurar en los registros. El tren arribaba a las 17:20. Mientras que, estaba separada de Laguna grande por 1:05 minutos. No obstante, Las Chapas aun estaba clausurada o cumplía tareas de apeadero. Otra opción pudo ser que era una simple parada optativa de los servicios ferroviarios o estaba clausurada. 
El quinto informe del 1 de abril de 1938 expuso leves variaciones. El viaje principal partía los miércoles desde Madryn a Las Plumas a las 8:00 horas para arribar a las 19:30 horas. El tren alcanzaba Las Chapas a las 17:20. La estación continuó clausurada.
El itinerario de Ferrocarriles del Estado del 15 de diciembre de 1940 detalla que el viaje principal partía los miércoles desde Madryn a Las Plumas a las 7:45 horas, paso por Las Chapas 17:15 y arribo a las 19:30 horas a Las Plumas; mientras que el regreso se emprendía desde Las Plumas los jueves las 7:00, con visita por Las Chapas 8:55 y llegada a Madryn a las 17:30. Además, el itinerario informó que este poseía edificación para pasajeros y se hallaba clausurado o funcionando como apeadero. Por último, el documento comunica que se precisaba 1 hora para unir la distancia con Cañadón Iglesia y 1 hora para hacer el recorrido hacia Laguna Grande.
El informe de 1942 no brindó grandes variaciones con el de 1936. En este documento se continuó con el horario del servicio que partía los miércoles desde Madryn a Las Plumas a las 8:00 horas para arribar a las 19:30 horas. El tren pasaba por esta estación a las 17:20, dejando de ser parada opcional de los servicios ferroviario o apeadero. Asimismo, los tiempos de viajes pasaron a ser 1:05 minutos a Cañadón Iglesia y la distancia de 24 kilómetros con Laguna Grande continuó en 1:05 minutos. No se informó clausura. 
El itinerario de 1946 es uno de los más completos que abordó al ferrocarril. En el informe se comunicó la continuidad de existencia de la línea a Colonia 16 de octubre y la del Central del Chubut. El viaje partía siempre en trenes mixtos de cargas y pasajeros. El tren salía de Madryn a las 7:30, luego el viaje culminaba en Altos de Las Plumas a las 19:30. El tiempo de 12 horas de viaje se debió a que el mismo se hacía a vapor. Los servicios de trenes mixtos arribaban a esta estación a las 17:10, estando separada de Cañadón Iglesia por 1:00 minutos y de Laguna Grande  por 1 hora. Este viaje solo se hacía los miércoles. En este itinerario apareció con categoría apeadero, confirmando la decadencia de los anteriores informes.
El mismo itinerario con fecha el 15 de diciembre de 1946 fue presentado por otra editorial y en el se hizo mención menos detallada de los servicios de pasajeros de este ferrocarril. El itinerario difirió principalmente en lo relacionado con varios puntos como estaciones y apeaderos que fueron colocados con otros nombres. Sin embargo, la diferencia más notable fue la ausencia de los desvíos km 11, km 22,  km 50, km 114, km 122, km 132 y km 141. La estación permaneció clausurada o como apeadero.
El itinerario emitido el 10 de diciembre de 1948 describió el viaje de cargas por primera vez. Este viaje tenía paradas en todos los puntos hasta la punta de riel y la particularidad que iniciaba en Trelew los martes desde las 9 en forma condicional, pasando por Las Chapas a las 15:00 y finalizando en Altos de Las Plumas a las 17:15; mientras que el  regreso se producía los viernes desde las 8:25 con paso por Las Chapas a las 10:05 y arribo a Trelew a las 15:55. En cuanto al viaje completo, iniciaba en Madryn a los jueves desde las 7:40, pasando por Las Chapas a las 16:05 y finalizando en Altos de las Plumas a las 18:20. El regreso se producía los viernes desde las 9:20, previo paso por este punto a las 10:59 y arribo a Madryn a las 19:20. En cuanto al funcionamiento del ferrocarril en este punto, Las Chapas continuó clausurada. No obstante, siguió siendo parada obligatoria de los servicios de pasajeros y cargas.     
Para el último informe de horarios de noviembre de 1955 se volvió a ver disociada a la estación Madryn del resto de las líneas. En este informe se comunicó que los servicios de pasajeros corrían los miércoles  desde las 10:30 de Trelew en trenes mixtos hacia Las Plumas con arribo a las 17:43. El tren pasaba por este punto a las 15:37. En tanto, estaba separada de km 192 (que volvió a figurar) por 16 minutos y para unir los 20 kilómetros que la separaban de estación Cañadón Iglesia se necesitaba 1 hora, con una evidente mejora. Sorpresivamente, el itinerario clasificó este punto como habilitado para todos los servicios ferroviarios.

## Galería

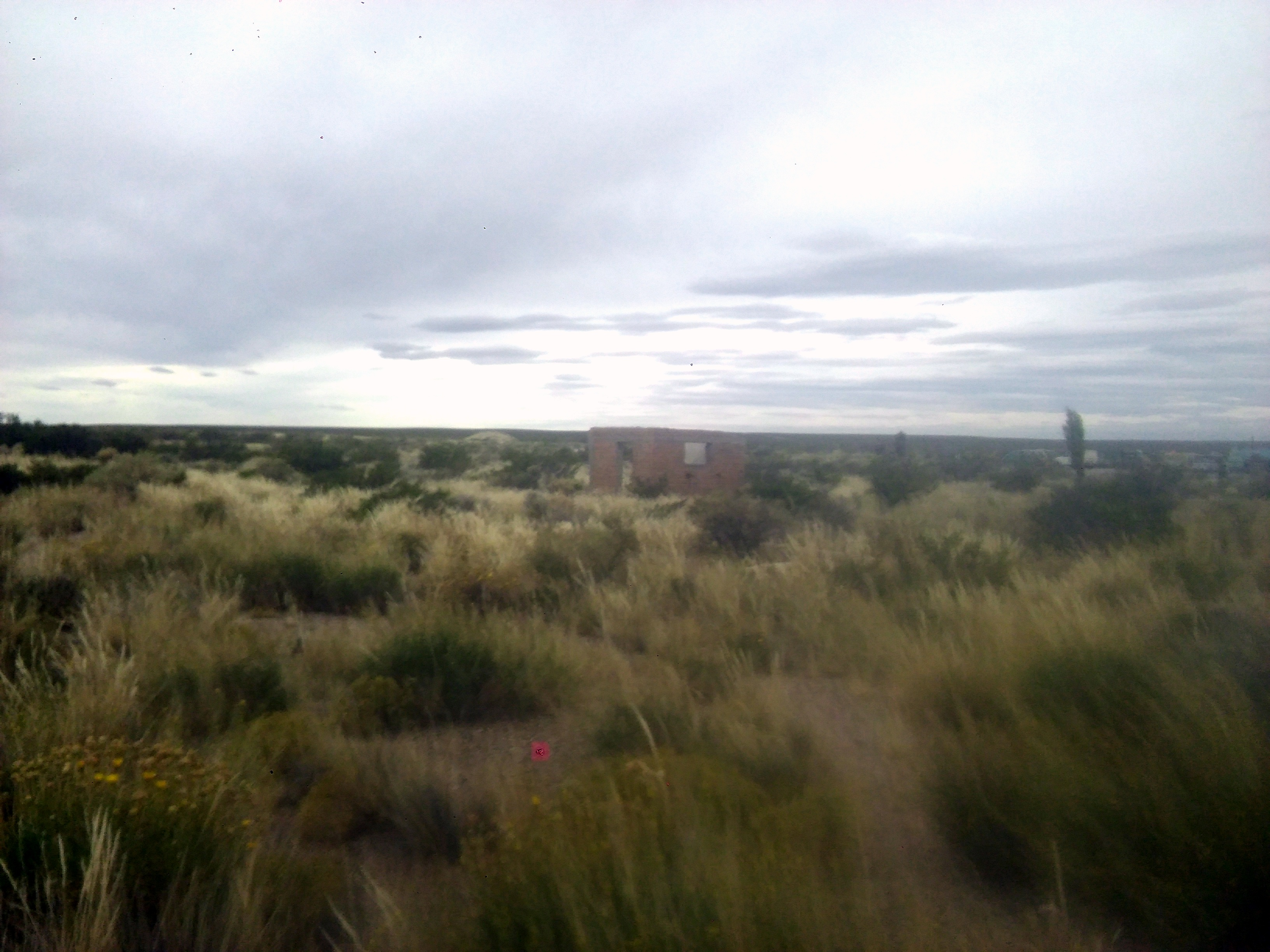
Lugar donde fue la playa de maniobras de la estación
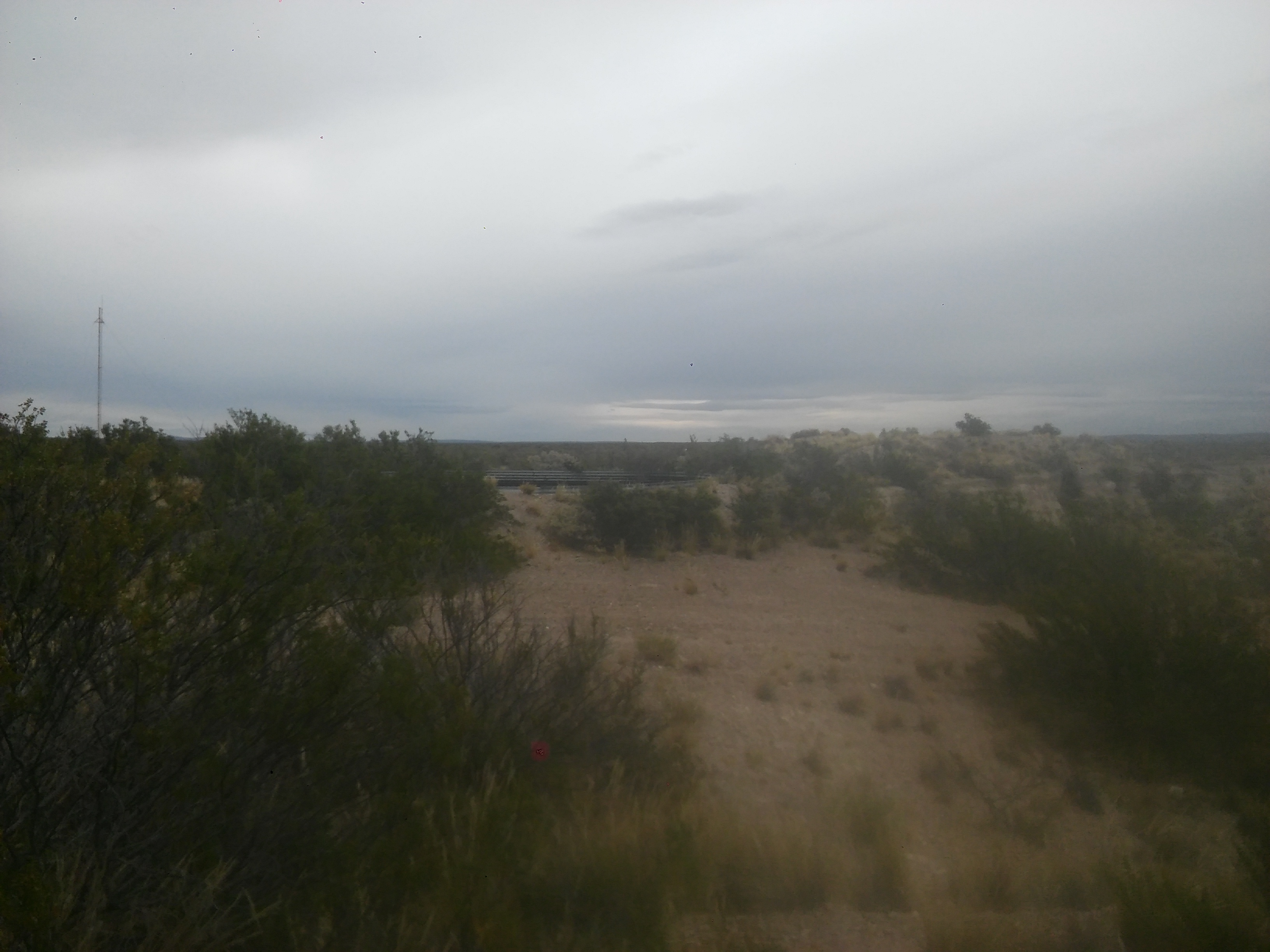
Estanque para el ganado intacto aun.